# Peter Gagelmann
Peter Gagelmann (Bréma, 1968. június 9. –) német nemzeti labdarúgó-játékvezető. Polgári foglalkozása rendezvényszervező.

## Pályafutása

### Nemzeti játékvezetés
A játékvezetői vizsgát 1994-ben ATSV Sebaldsbrück körzetében tette le. 1997-ben lett országos, 1998-ban 2. Bundesliga, 2001-től Bundesliga minősítésű. 2. Bundesliga mérkőzéseinek száma: 135 (2015. március). Bundesliga mérkőzéseinek száma: 211 (2015. március).

#### Nemzeti kupamérkőzések
Vezetett kupadöntők száma: 2.

##### Német labdarúgókupa
| Időpont         | Helyszín                 | Mérkőzés típusa | Mérkőzés                            | Eredmény | Nézők száma |
| --------------- | ------------------------ | --------------- | ----------------------------------- | -------- | ----------- |
| 2012. május 12. | Olimpiai Stadion, Berlin | döntő           | Borussia Dortmund–FC Bayern München | 5 – 2    | 75 708      |

##### Német labdarúgó-szuperkupa
| Időpont             | Helyszín                    | Mérkőzés típusa | Mérkőzés                            | Eredmény | Nézők száma |
| ------------------- | --------------------------- | --------------- | ----------------------------------- | -------- | ----------- |
| 2014. augusztus 13. | Signal Iduna Park, Dortmund | döntő           | Borussia Dortmund–FC Bayern München | 2 – 0    | 80 667      |

### Nemzetközi játékvezetés
Több nemzetek közötti válogatott és klubmérkőzésen működő társának partbíróként, 4. bíróként , illetve alapvonali bíróként segített. 2003-ban a dél-koreai K-Leagueban 9 mérkőzést vezetett, működésével segítve a hazai játékvezetők képzését. 2007-ben visszahívták a bajnoki döntő irányítására. Ugyan ebben az évben Szaúd-Arábiában vezetett bajnoki mérkőzéseket.